# Vieux Fort (Corfou)
Pour les articles homonymes, voir Vieux Fort (homonymie).
Ne doit pas être confondu avec Fort Neuf.
Le Vieux Fort (en grec moderne : Παλαιό Φρούριο et en vénitien : Fortezza Vecchia), aussi appelé Palaio Frourio, est une forteresse vénitienne située dans la ville de Corfou. La forteresse couvre le promontoire où se situait initialement la vieille ville de Corfou qui avait émergé à l'époque byzantine.
Avant l'époque vénitienne, le promontoire, qui se trouve à l'est de la ville actuelle, est défendu par des fortifications byzantines que les Vénitiens ont en grande partie remplacées par des fortifications de leur propre conception. Dans le cadre de leurs plans défensifs, les Vénitiens ont également creusé un fossé qui est un canal maritime pour séparer le promontoire du reste de la ville de Corfou, reliant ainsi le golfe de Kerkyra au nord avec la baie de Garitsa au sud, transformant la zone en île artificielle.
Le fort repousse avec succès les trois principaux sièges ottomans : en 1537, en 1571 et en 1716.

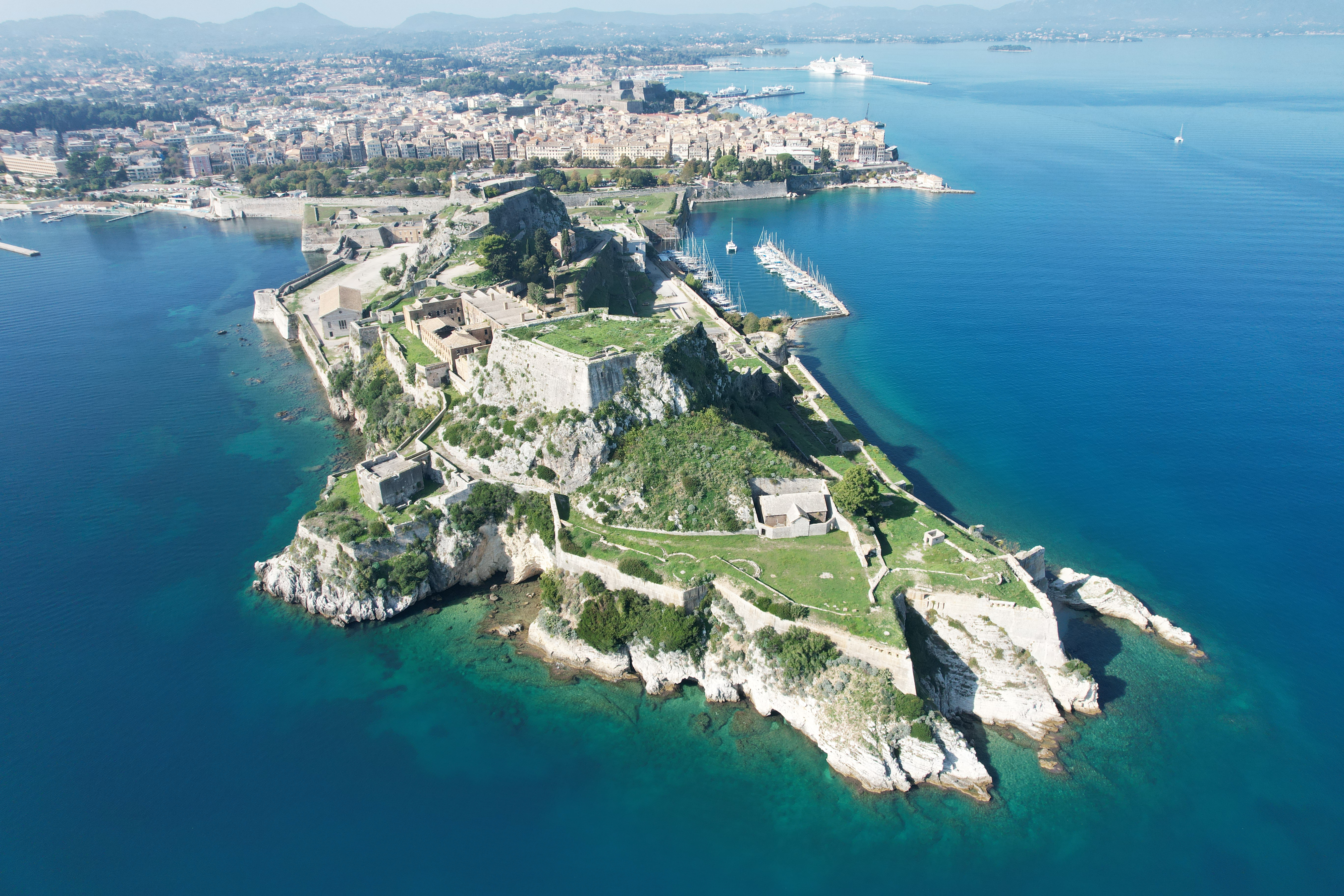
Vue depuis la mer
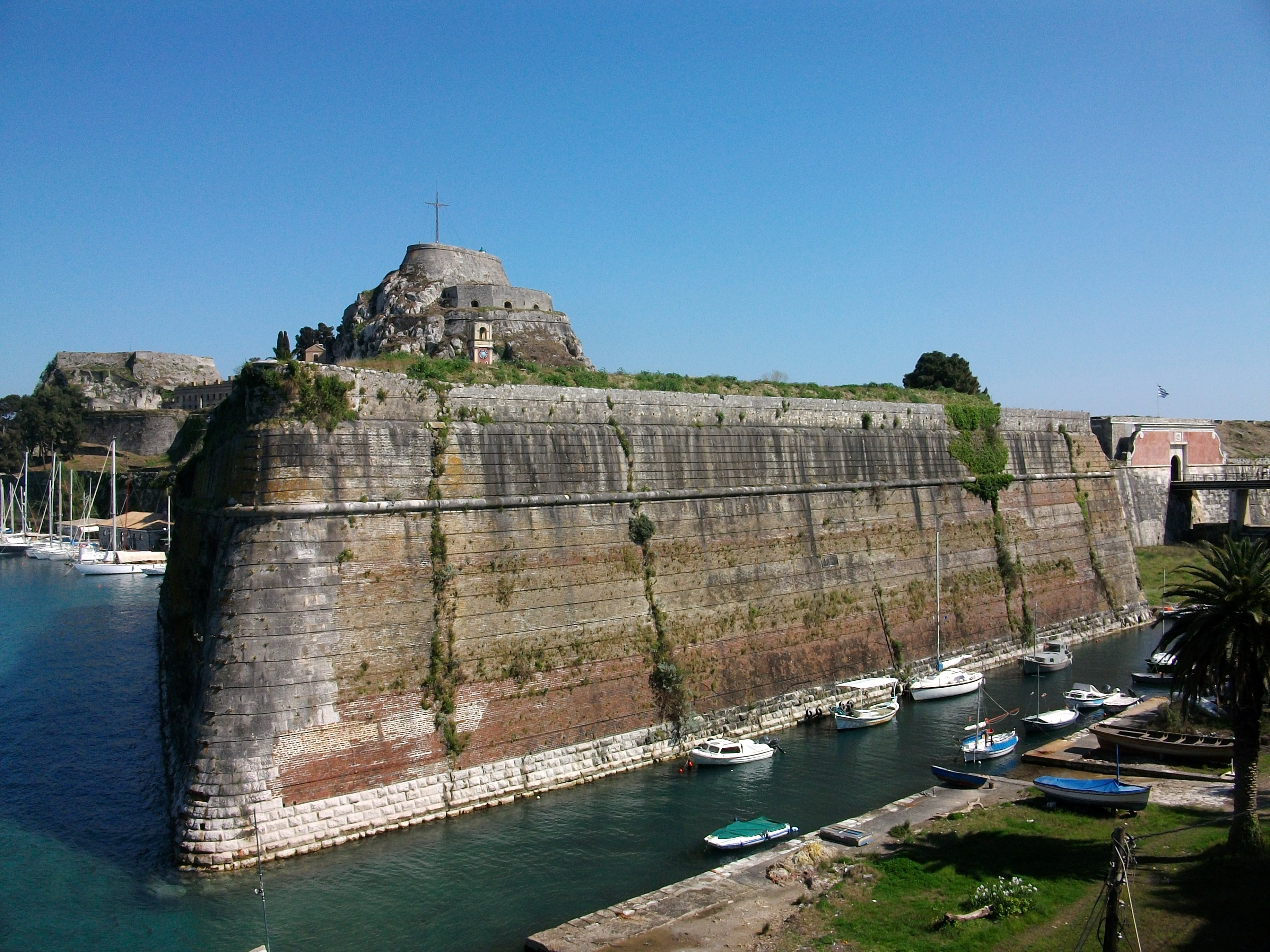
Partie nord de la Contrafossa.
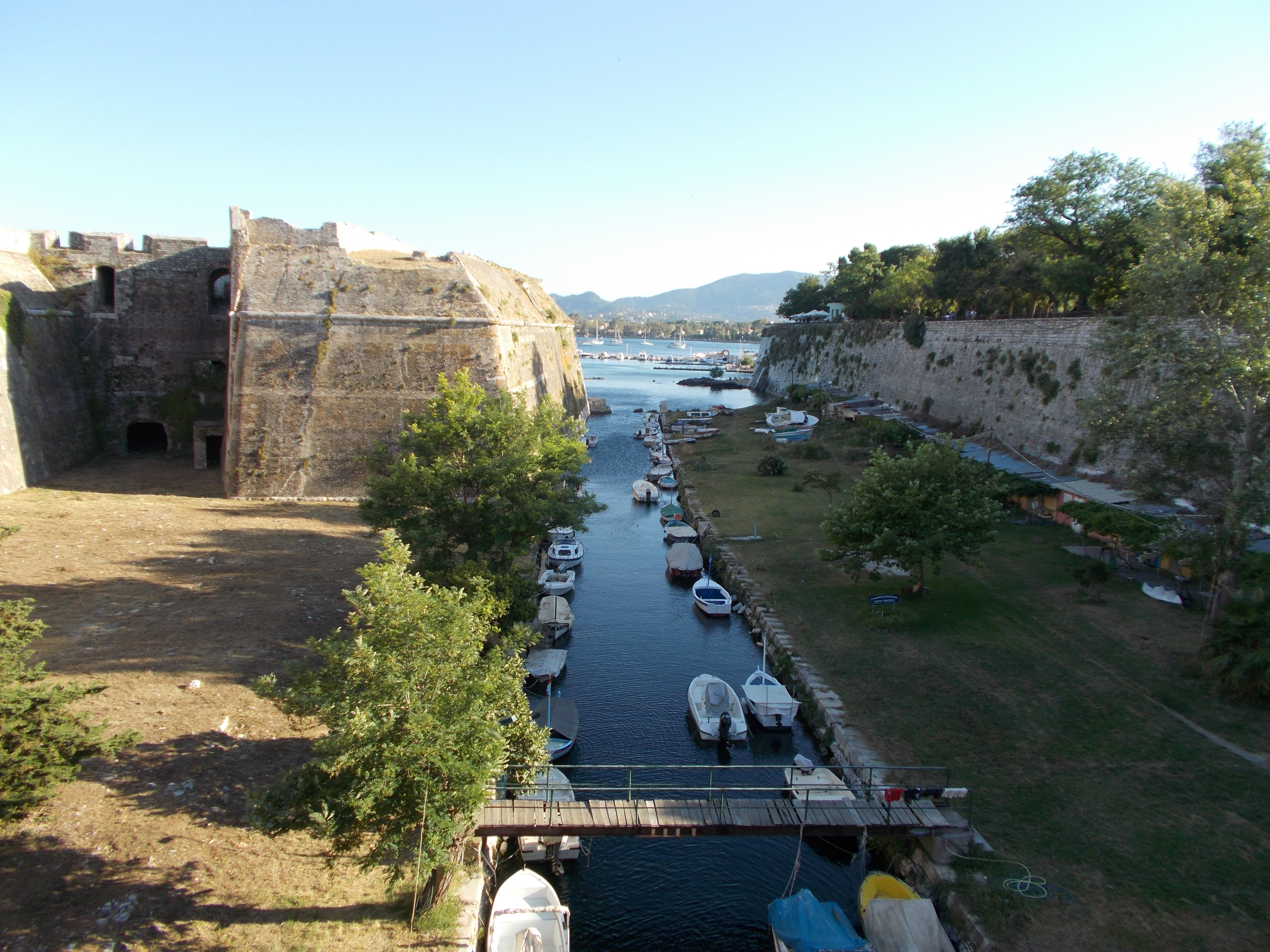
Le canal maritime et la Contrafossa.
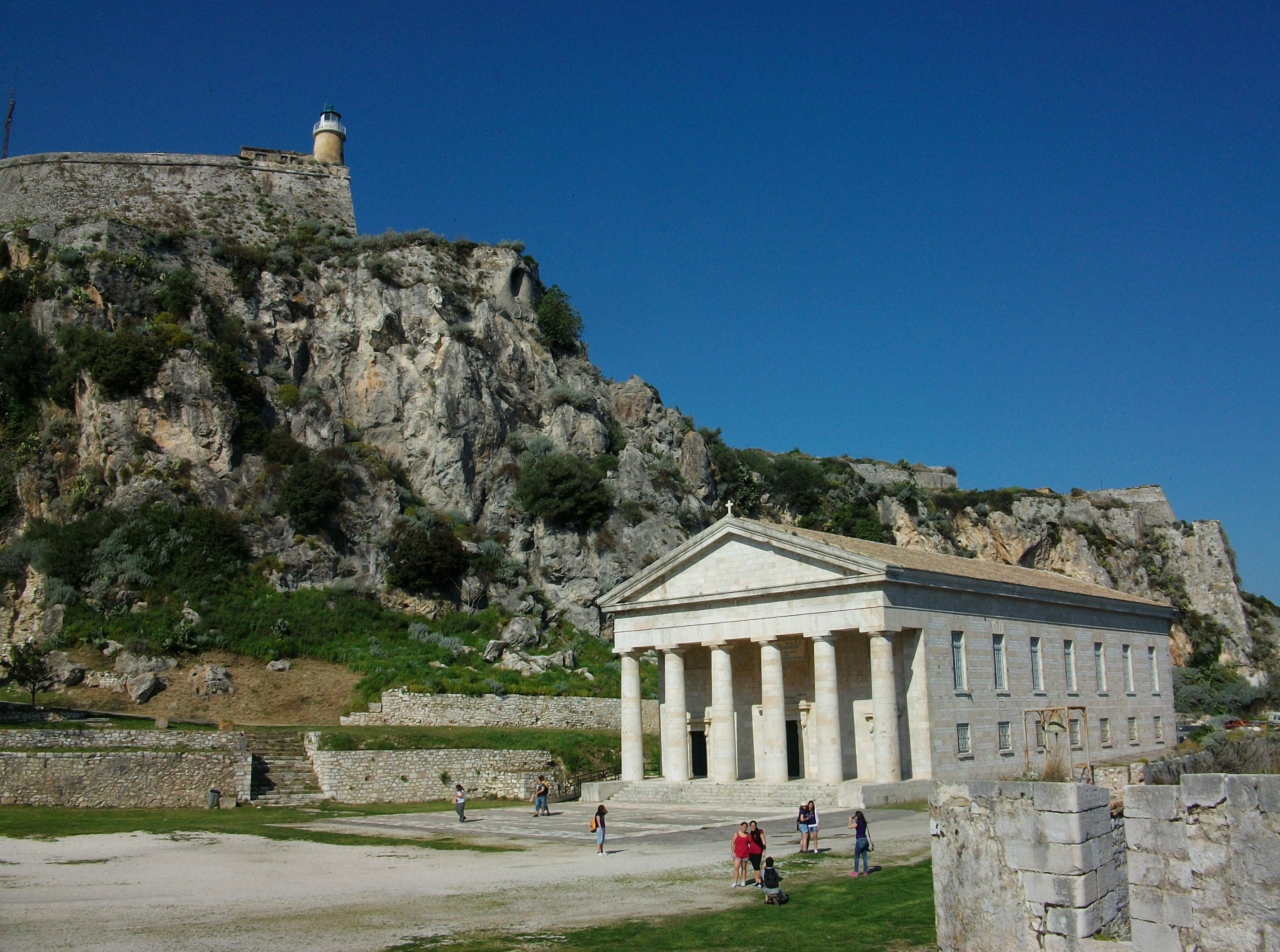
Église Saint-Georges dans la forteresse.
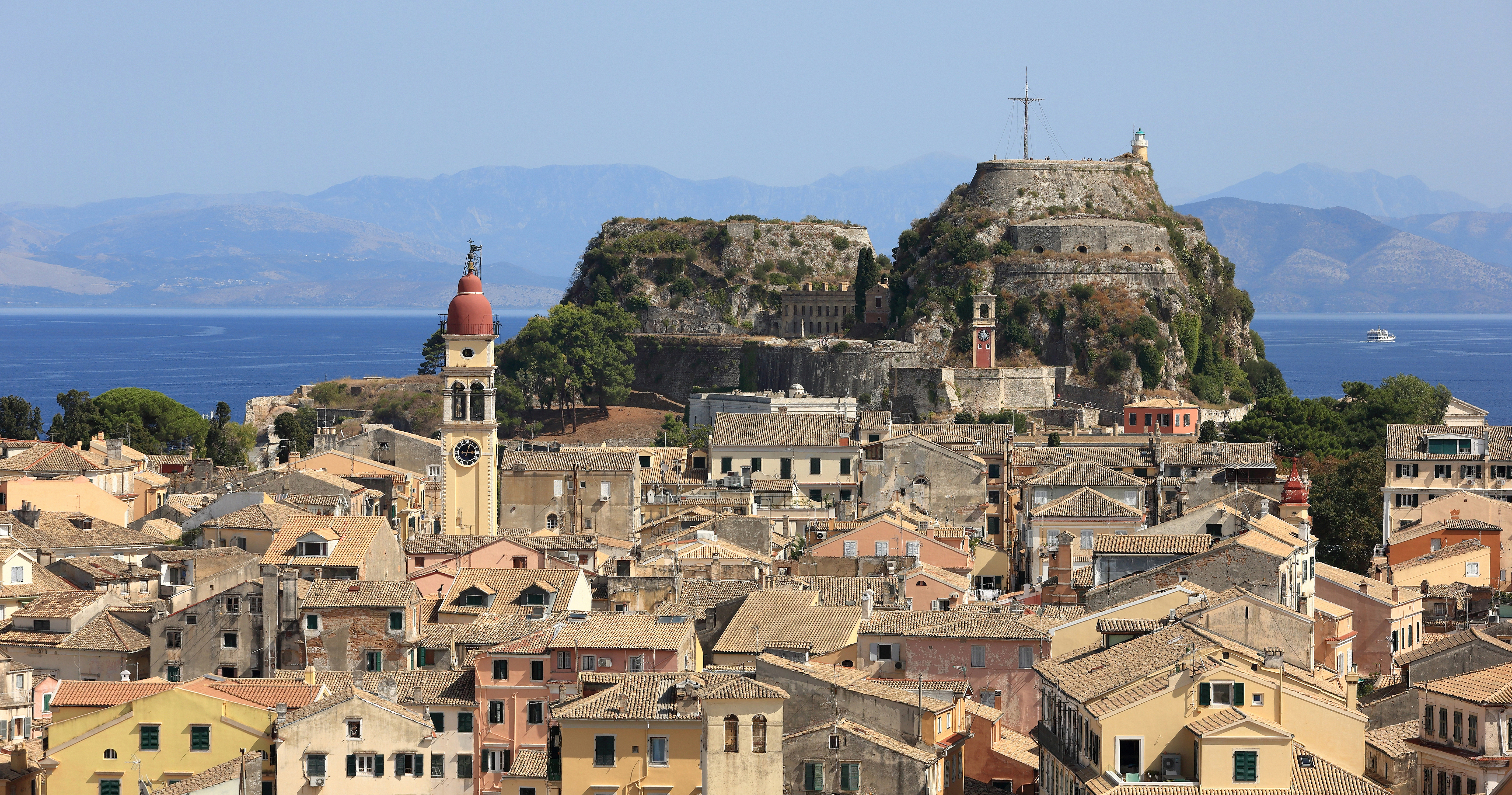
Le vieux fort au-dessus de la vieille ville. Septembre 2017.
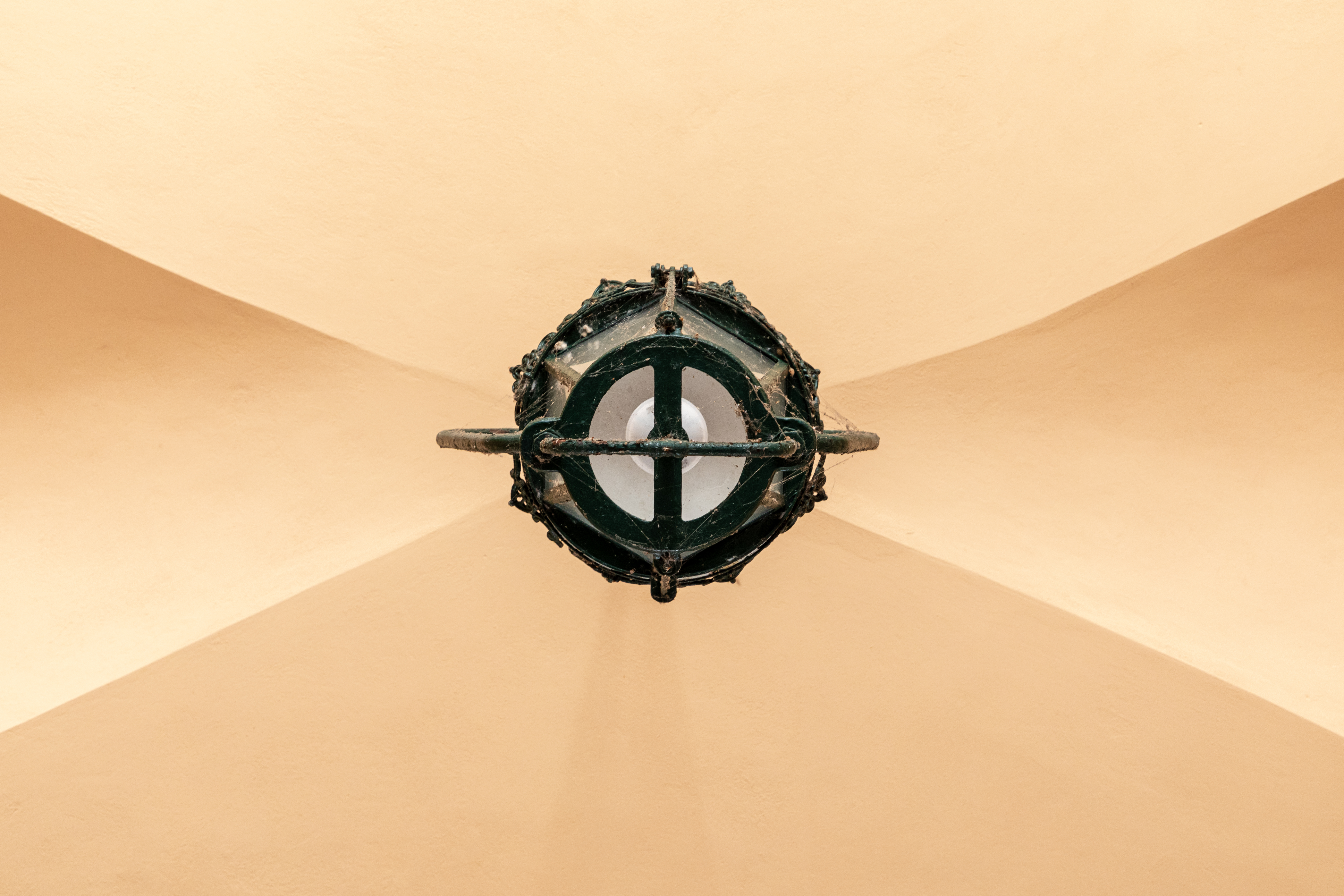
Au plafond à l'entrée de la caserne du vieux fort. Octobre 2018.